# 愛麗絲 (愛麗絲夢遊仙境)
愛麗絲是英國作家路易斯·卡羅所著奇幻小說《愛麗絲夢遊仙境》及《愛麗絲鏡中奇遇》裡的主要人物，在故事裡她是英國維多利亞時期的小女孩，曾先後兩次由兔子洞和鏡子進入奇幻世界「仙境」（Wonderland）。這個角色在現實世界中的原型是作者結識的小女孩愛麗絲·李道爾。

## 性格與特徵
愛麗絲的年齡大約為七歲半，生活在英國維多利亞時期的一個中上層家庭內。她有一個姐姐、一隻雌性寵物貓黛娜（擅長捕鼠）和一位照顧她的老保母，小說中並未提及她的父母。她每天上學，包括上法文課。
整部小說中，愛麗絲皆呈現出富有好奇心的個性。她也具有想像力，有時會喜歡炫耀自己學到的知識；並且很有禮貌，對其他人都很感到興趣，但她也時常在仙境中說錯話而打擾到那裡的生物。路易斯·卡羅在〈舞台上的愛麗絲〉（Alice on the Stage，1887年4月）一文中歸納了她的性格「愛和溫柔」、「對所有人都彬彬有禮」、「值得信賴」和「非常好奇」。

## 經歷

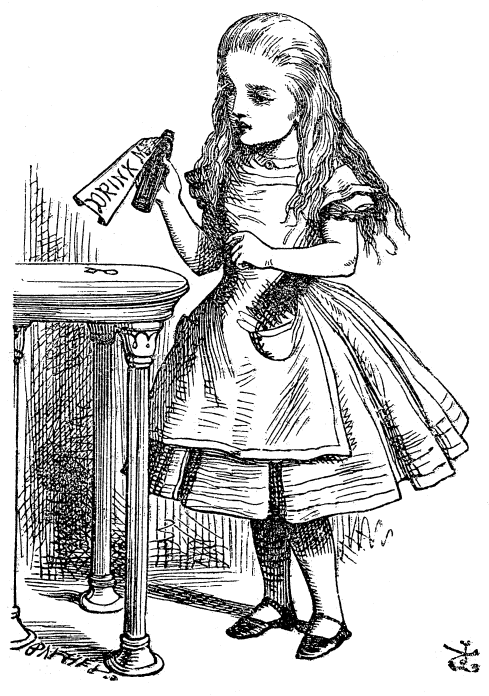
約翰·坦尼爾繪製的插畫「喝我」中的愛麗絲。

於《愛麗絲夢遊仙境》小說裡，在一個炎熱的夏天裡，愛麗絲與姐姐一同在大樹下看書，這時她突然看見一隻穿背心的白色兔子路過，感到好奇的她便追了上去，結果不慎掉進兔子洞裡，而輾轉來仙境裡。在仙境裡愛麗絲經歷了許多冒險，先後遇見蜥蜴比爾、小狗、公爵夫人、柴郡貓、三月兔、瘋帽客、睡鼠、紅心國王、紅心王后、獅身人面獸、假海龜等各色人物，之後在法庭上忽然醒來，才發現這一切原來只是自己的一個夢境而已。
《愛麗絲鏡中奇遇》裡，愛麗絲無意中透過鏡子穿越到一個鏡中世界裡，自己變成了西洋棋棋盤中的一個卒子，必須要穿越一格又一格的方框，這一路上又遇到了各種各樣的人事物，最終自己居然成了王后，然後在宴會上醒來，回到現實。

## 創作構想

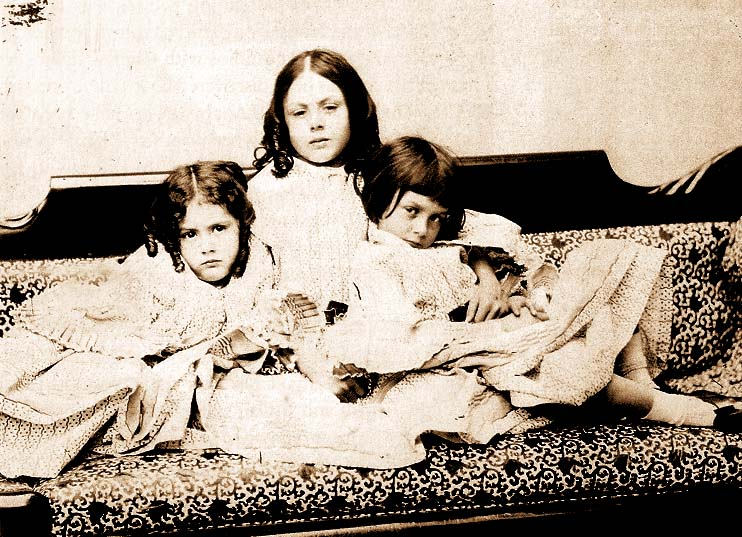
愛麗絲的原型——愛麗絲·李道爾（右）與兩位姐妹，路易斯·卡羅攝。

路易斯·卡羅曾說過：「愛麗絲沒有原型，只是空想人物」。但是愛麗絲這個角色的創作原型常被認為是維多利亞時代卡羅所結識的小女孩愛麗絲·李道爾。1855年路易斯·卡羅（即數學家查爾斯·勒特威奇·道奇森的筆名）逐漸認識了牛津大學基督堂學院院長亨利·李道爾博士的兒女——哈利、洛里納、愛麗絲和伊迪絲。
在1862年7月4日，「一個金黃色的午後」，路易斯·卡羅與李道爾家三姐妹一同郊遊，這時他對掌舵的愛麗絲講了一個故事，敘述名叫愛麗絲的女主角掉下一個兔子洞，完全不知道會發生什麼事。之後愛麗絲要求他把這個名為《愛麗絲地下探險》的故事寫下來給她看，於是卡羅回家後便把他記得的故事情節都寫下來，並於1864年11月將稿子送給愛麗絲。卡羅決定將這個故事出版，於是他請畫家約翰·坦尼爾負責繪製插畫，於1865年7月刊行小說的初版，《愛麗絲漫遊仙境》的故事就此誕生。
卡羅人也曾經在手稿上畫了一些愛麗絲的素描插畫。

## 相關改編

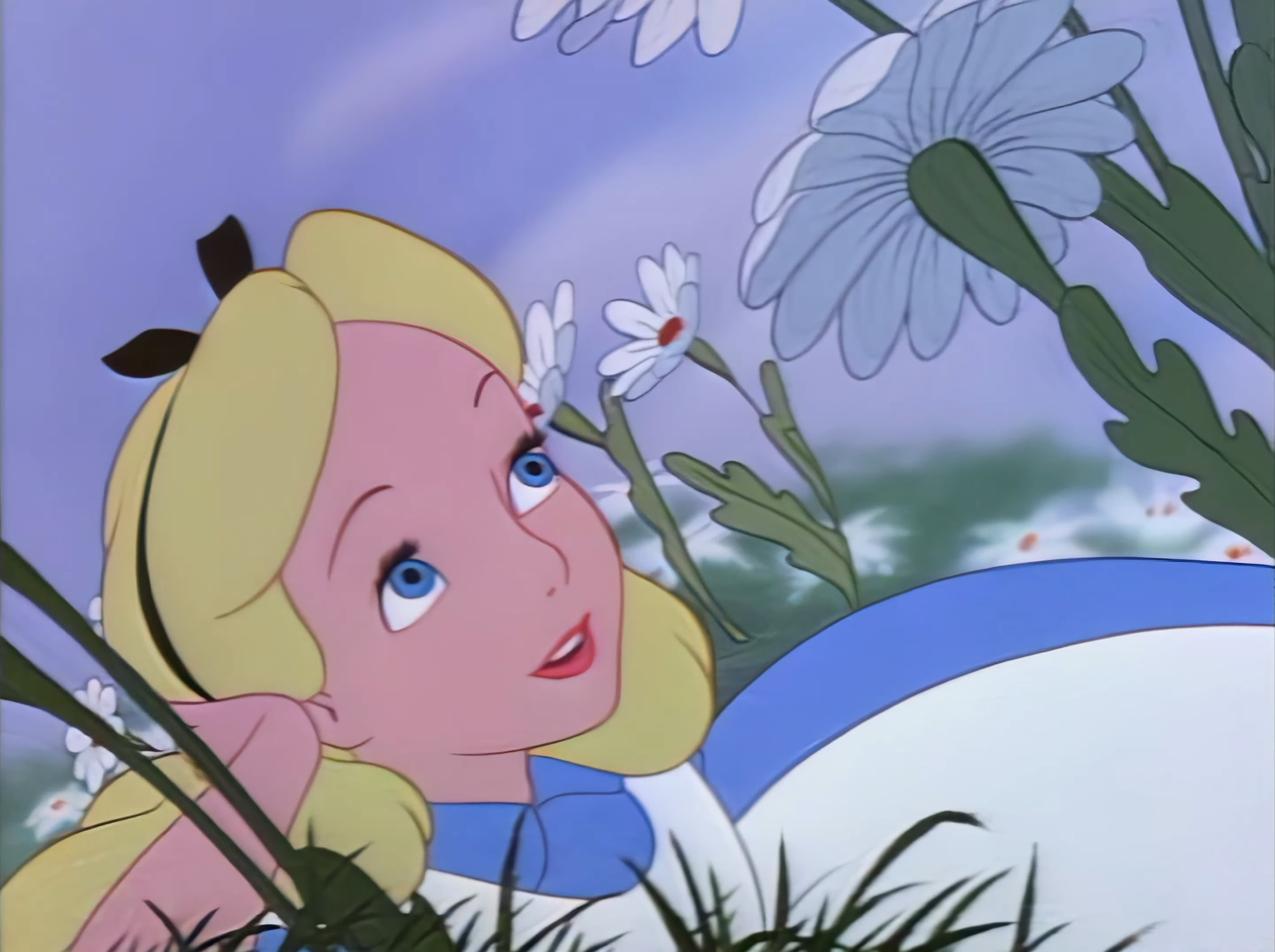
1951年迪士尼動畫電影改編中的愛麗絲。

愛麗絲這個角色的形象曾多次被改編為戲劇、電影、電視、遊戲，也有不少知名畫家繪製她的插畫。
在1951年迪士尼影業製作的動畫電影《愛麗絲夢遊仙境》裡，由時年14歲的凱瑟琳·伯蒙特為愛麗絲的角色配音，除配音外，她也為作為動畫角色的愛麗絲提供了真人參照。該電影裡的愛麗絲在外觀上總是穿著藍色服裝、白色圍裙、白色連褲襪和黑色的瑪麗珍鞋。這對流行文化中的愛麗絲形象有著重要影響。
在捷克導演楊·斯凡克梅耶執導的1988年動畫《愛麗絲》，愛麗絲由克里斯蒂娜·科荷多娃飾演，她也是該片唯一的演員。
在2010年上映由提姆·波頓執導的真人電影《魔境夢遊》中，愛麗絲的全名為愛麗絲·金斯利（Alice Kingsley），19歲的愛麗絲由蜜雅·娃絲柯思卡飾演，6歲時的愛麗絲則由梅里·艾拉·克倫（Mairi Ella Challen）飾演。該電影裡的愛麗絲·金斯利被描繪得比原著小說更具有其獨立的個性；《魔境夢遊》電影製片人蘇珊·陶德形容「她不是一个傻兮兮的愛麗絲，不是輕率的愛麗絲，也不是變化無常的愛麗絲，這個角色是有分量的。」。愛麗絲一直跟維多利亞時期的其他女性格格不入，感覺上很孤單、無助，詹姆士·波賓形容「好像是一個現代女性被困在封建社會」。
在電影中，愛麗絲這個角色的出身背景和原著相較起來描寫得更為詳細，她的父親為查爾斯·金斯利，是一名商人。母親則為海倫·金斯利，還有一個名叫瑪格麗特·金斯利的姊姊。愛麗絲在幼年就曾進入仙境，但成年之後便被她遺忘了。19歲時愛麗絲在求婚典禮上再次見到穿藍背心的白兔，在追逐過程中不甚落入兔子洞，進入仙境。但她意外被賦予一起關鍵的任務：殺死空龍並推翻壞心紅皇后的暴政；起初愛麗絲無法接受這個任務和預言，而瘋帽客、善心白皇后等人都在協助她面對事實。在完成任務後，愛麗絲喝下了空龍的血液而回到現實世界，她延續父親未完的遺願，成為一名商人，將貿易公司擴展到中國。
在續集《魔境夢遊：時光怪客》（由詹姆士·波賓執導）中，愛麗絲·金斯利已成為一名環遊世界的船長，她所經歷的這一切讓她充滿了自信；她再度進入仙境，試圖拯救面臨死亡的瘋帽客。
「我愛學語文」課本中的五下第二冊第18課，描述關於愛麗絲夢遊仙境掉進兔子洞裏的故事。

## 外部連結
- 愛麗絲 （页面存档备份，存于）在IMDb上的資料（英文）
- 愛麗絲·金斯利 （页面存档备份，存于）在迪士尼維基上的條目（英文）
- 〈舞台上的愛麗絲 Alice on the Stage〉一文 （页面存档备份，存于），作者本人的描述（英文）
- 愛麗絲角色描述 （页面存档备份，存于）Alice-in-Wonderland.net（英文）
- 愛麗絲角色分析 （页面存档备份，存于）（英文）
- Alice's Adventures in Wonderland - 古腾堡计划（英文）